# Allada centre
Allada centre est un arrondissement de la commune d'Allada localisé dans le département de l'Atlantique dans le Sud du Bénin,.

## Géographie

### Localisation
Allada centre est situé dans la commune d'Allada.

### Administration
Allada centre fait partie des 12 arrondissements que compte la commune d'Allada. Il groupe 
14 villages et quartiers de ville sur les 112 que totalise la commune. Il s'agit de :
1. Ahito
2. Allomey
3. Avazounkpa
4. Dagleta
5. Dodomey
6. Dogoudo
7. Dogoudo CEG
8. Donou
9. Gbégamey
10. Gbowèlè
11. Houinbatin
12. Sokoudénou
13. Soyo
14. Tokpota[4]

## Toponymie

### Histoire
L'arrondissement de Allada centre est une subdivision administrative béninoise. Il devient officiellement un arrondissement de la commune d'Allada le 27 mai 2013 après la délibération et adoption par l'Assemblée nationale du Bénin en sa séance du 15 février 2013 de la loi n° 2013-O5 du 15/02/2013 portant création, organisation, attributions et fonctionnement des unités administratives locales en République du Bénin.

## Population et société

### Démographie
Selon le recensement général de la population et de l'habitation(RGPH4) de l'institut national de la statistique et de l'analyse économique(INSAE) au Bénin en 2013, la population de Allada centre compte 5393 ménages pour 23287 habitants.
| Indicateur           | 2013  |
| -------------------- | ----- |
| Nombre de ménages    | 969   |
| Population féminine  | 11986 |
| Population masculine | 11301 |
| Population totale    | 23287 |

Les ethnies majoritaires sont les Aïzo et les Fon.